# Vankiva
Vankiva (uttal: [²vanːˌɕiːva] (vanntjiva)) är en tätort i Hässleholms kommun och kyrkby i Vankiva socken i Skåne.

## Befolkningsutveckling
| Befolkningsutvecklingen i Vankiva 1970–2020 | Befolkningsutvecklingen i Vankiva 1970–2020 | Befolkningsutvecklingen i Vankiva 1970–2020 | Befolkningsutvecklingen i Vankiva 1970–2020 | Befolkningsutvecklingen i Vankiva 1970–2020 |
| ------------------------------------------- | ------------------------------------------- | ------------------------------------------- | ------------------------------------------- | ------------------------------------------- |
|                                             |                                             |                                             |                                             |                                             |
| År                                          |                                             |                                             | Folkmängd                                   | Areal (ha)                                  |
| 1970                                        | 1970                                        |                                             | 245                                         |                                             |
| 1975                                        | 1975                                        |                                             | 383                                         |                                             |
| 1980                                        | 1980                                        |                                             | 421                                         |                                             |
| 1990                                        | 1990                                        |                                             | 386                                         | 43                                          |
| 1995                                        | 1995                                        |                                             | 406                                         | 44                                          |
| 2000                                        | 2000                                        |                                             | 376                                         | 44                                          |
| 2005                                        | 2005                                        |                                             | 363                                         | 44                                          |
| 2010                                        | 2010                                        |                                             | 340                                         | 44                                          |
| 2015                                        | 2015                                        |                                             | 374                                         | 86                                          |
| 2020                                        | 2020                                        |                                             | 387                                         | 86                                          |
| Anm.: Ny tätort 1970                        |                                             |                                             |                                             |                                             |

## Samhället
I Vankiva ligger Vankiva kyrka. Förutom ett gatukök har byn även haft en bensinmack, skola och affär som numera är nedlagda. Det fanns en gång ett stationshus för tåg i Vankiva som efter att det slutat stanna tåg vid användes som scoutstuga för Malvan fram tills att det revs.
Vankiva byaförening har en föreningslokal som kallas Åttingastugan. Åttingastugan finns på idrottsplatsen för fotbollsföreningen Vankiva IF.

## Idrott
Vankiva har en fotbollsförening som heter Vankiva IF som arrangerar ungdomscupen Ivar Perssons Cup, som spelas med sjumannalag varje år i början av augusti. Deras uniformsfärger är svart och vit.
Vankiva är även hem för Malvan scoutkår under KFUK-KFUM scoutförbund.
Det finns flera motionsspår i Vankiva, bland annat vad som kallas Åttingen runt idrottsplatsen och Lodarundan.

## Kända personer
- Johan Wallerstein, löpare